# Inmoria
Inmoria är ett svenskt progressivt metalband grundat 2008 av förre Tad Morose medlemmen Dan Eriksson. Bandet kännetecknas av deras dystra texter och sin hårda men melodiösa musik.

## Biografi
Inmoria grundades 2008 av den före detta medlemmen i Tad Morose Dan Eriksson. Efter att ha varit borta från musikscenen i nästan tio år byggde Eriksson sin egen studio (Vialon Studios) i sin hemstad Bollnäs och började skriva och producera sin egen musik.
Efter ett tag så bjöd han in Christer Andersson, även han medlem i Tad Morose, för att komma till studion för att lyssna på några låtar. Andersson gillade det han hörde och blev tillfrågad att ansluta sig till bandet, vilket han gjorde.
Dessutom tillfrågades även Tad Morose-medlemmarna Tommi Karppanen (bas) och Peter Morén (trummor) om de ville involvera sig i bandet och bägge två tackade ja. När det var dags att hitta en lämplig sångare så kontaktades Charles "Chulle" Rytkönen och när han kom till studion för att provsjunga så var den femte medlemmen klar.
De skrev på ett skivkontrakt med det tysklandsbaserade skivbolaget Massacre Records och kort därefter släpptes deras debutskiva Invisible Wounds som uppmärksammades stort i media.
Under inspelningen av deras andra skiva A Farewell To Nothing-The Diary Part 1 våren 2010, beslutade sångaren Charles Rytkönen att han lämnar bandet och inspelningen sköts upp till dess att en lämplig efterträdare kunde hittas.
Inmoria hittade 2010 en ny sångare i Sören Nico Adamsen från Danmark. Sören var även sångare i det danska trashmetalbandet Artillery. 2012 blev Ronny Hemlin sångare i Inmoria.

## Medlemmar
Nuvarande medlemmar
- Dan Eriksson – keyboard (2008–idag)
- Christer Andersson – gitarr (2008–idag)
- Tommi Karppanen – basgitarr (2008–idag)
- Peter Morén – trummor (2008–idag)
- Ronny Hemlin – sång (2012–idag)

Tidigare medlemmar
- Henke Westin – basgitarr (2008)
- Charles "Chulle" Rytkönen – sång (2008–2010)
- Sören Nico Adamsen – sång (2010–2012)

## Diskografi
Studioalbum
- 2009 – Invisible Wounds (Massacre Records)[7]
- 2011 – A Farewell To Nothing-The Diary Part 1 (Rock It Up Records)